# Elezioni regionali in Liguria del 2005
Le elezioni regionali italiane del 2005 in Liguria si sono tenute il 3 e 4 aprile. Esse hanno visto la vittoria di Claudio Burlando, sostenuto da L'Unione, che ha sconfitto il presidente uscente Sandro Biasotti, sostenuto dalla Casa delle Libertà.

## Risultati
| Candidati                                                       | Candidati                                                       | Voti                                                            | %     | Liste               | Voti    | %     | Seggi |
| --------------------------------------------------------------- | --------------------------------------------------------------- | --------------------------------------------------------------- | ----- | ------------------- | ------- | ----- | ----- |
|                                                                 | Claudio Burlando (L'Unione)                                     | 491 545                                                         | 52,64 | Uniti nell'Ulivo    | 279 727 | 34,35 | 12    |
| Partito della Rifondazione Comunista                            | Claudio Burlando (L'Unione)                                     | 491 545                                                         | 52,64 | 53 626              | 6,59    | 2     |       |
| Gente della Liguria                                             | Claudio Burlando (L'Unione)                                     | 491 545                                                         | 52,64 | 35 831              | 4,40    | 1     |       |
| Partito dei Comunisti Italiani                                  | Claudio Burlando (L'Unione)                                     | 491 545                                                         | 52,64 | 21 877              | 2,69    | 1     |       |
| Federazione dei Verdi                                           | Claudio Burlando (L'Unione)                                     | 491 545                                                         | 52,64 | 16 089              | 1,98    | 1     |       |
| Italia dei Valori                                               | Claudio Burlando (L'Unione)                                     | 491 545                                                         | 52,64 | 10 611              | 1,30    | 1     |       |
| Popolari UDEUR                                                  | Claudio Burlando (L'Unione)                                     | 491 545                                                         | 52,64 | 7 707               | 0,95    | –     |       |
| Partito Pensionati                                              | Claudio Burlando (L'Unione)                                     | 491 545                                                         | 52,64 | 6 926               | 0,85    | –     |       |
| Consumatori                                                     | Claudio Burlando (L'Unione)                                     | 491 545                                                         | 52,64 | 1 774               | 0,22    | –     |       |
| Patto dei Liberaldemocratici                                    | Claudio Burlando (L'Unione)                                     | 491 545                                                         | 52,64 | 449                 | 0,06    | –     |       |
| Seggi assegnati alla lista regionale                            | Seggi assegnati alla lista regionale                            | Seggi assegnati alla lista regionale                            | 52,64 | 8                   |         |       |       |
|                                                                 | Sandro Biasotti (Per la Liguria)                                | 434 934                                                         | 46,58 | Forza Italia        | 160 305 | 19,69 | 6     |
| Per la Liguria                                                  | Sandro Biasotti (Per la Liguria)                                | 434 934                                                         | 46,58 | 71 067              | 8,73    | 3     |       |
| Alleanza Nazionale                                              | Sandro Biasotti (Per la Liguria)                                | 434 934                                                         | 46,58 | 58 221              | 7,15    | 2     |       |
| Lega Nord                                                       | Sandro Biasotti (Per la Liguria)                                | 434 934                                                         | 46,58 | 38 060              | 4,67    | 1     |       |
| Unione dei Democratici Cristiani e di Centro                    | Sandro Biasotti (Per la Liguria)                                | 434 934                                                         | 46,58 | 26 639              | 3,27    | 1     |       |
| Liguria Nuova - Lista Castellaneta                              | Sandro Biasotti (Per la Liguria)                                | 434 934                                                         | 46,58 | 5 857               | 0,72    | –     |       |
| Socialisti e Liberali (Nuovo PSI - PLI)                         | Sandro Biasotti (Per la Liguria)                                | 434 934                                                         | 46,58 | 5 745               | 0,71    | –     |       |
| Pensionati e Invalidi - Anima-listi Ambientalisti               | Sandro Biasotti (Per la Liguria)                                | 434 934                                                         | 46,58 | 4 495               | 0,55    | –     |       |
| Lista Consumatori                                               | Sandro Biasotti (Per la Liguria)                                | 434 934                                                         | 46,58 | 3 888               | 0,48    | –     |       |
| Seggio assegnato al candidato presidente classificatosi secondo | Seggio assegnato al candidato presidente classificatosi secondo | Seggio assegnato al candidato presidente classificatosi secondo | 46,58 | 1                   |         |       |       |
|                                                                 | Angelo Riccobaldi                                               | 7 313                                                           | 0,78  | Alternativa Sociale | 5 441   | 0,67  | –     |
| Totale                                                          | Totale                                                          | 933 792                                                         | 100   |                     | 814 335 | 100   | 40    |

## Consiglieri eletti
| Collegio           | Lista                                        | Eletto                      |
| ------------------ | -------------------------------------------- | --------------------------- |
| Collegio regionale | L'Unione Claudio Burlando                    | Claudio Burlando            |
| Collegio regionale | L'Unione Claudio Burlando                    | Massimiliano Costa          |
| Collegio regionale | L'Unione Claudio Burlando                    | Giacomo Conti               |
| Collegio regionale | L'Unione Claudio Burlando                    | Roberta Gasco               |
| Collegio regionale | L'Unione Claudio Burlando                    | Rosario Monteleone          |
| Collegio regionale | L'Unione Claudio Burlando                    | Minella Mosca               |
| Collegio regionale | L'Unione Claudio Burlando                    | Luigi Patrone               |
| Collegio regionale | L'Unione Claudio Burlando                    | Carlo Vasconi               |
| Collegio regionale | Per la Liguria                               | Sandro Biasotti             |
| Genova             | Uniti nell'Ulivo                             | Giacomo Ronzitti            |
| Genova             | Uniti nell'Ulivo                             | Claudio Montaldo            |
| Genova             | Uniti nell'Ulivo                             | Claudio Gustavino           |
| Genova             | Uniti nell'Ulivo                             | Luigi Cola                  |
| Genova             | Uniti nell'Ulivo                             | Giovanni Paladini           |
| Genova             | Uniti nell'Ulivo                             | Ubaldo Benvenuti            |
| Genova             | Uniti nell'Ulivo                             | Ezio Chiesa                 |
| Genova             | Forza Italia                                 | Nicola Abbundo              |
| Genova             | Forza Italia                                 | Gino Garibaldi              |
| Genova             | Forza Italia                                 | Matteo Rosso                |
| Genova             | Per la Liguria                               | Giovanni Macchiavello       |
| Genova             | Per la Liguria                               | Franco Rocca                |
| Genova             | Rifondazione Comunista                       | Vincenzo Nesci              |
| Genova             | Alleanza Nazionale                           | Gianni Plinio               |
| Genova             | Lega Nord                                    | Francesco Bruzzone          |
| Genova             | Gente della Liguria                          | Giovanni Battista Pittaluga |
| Genova             | Unione dei Democratici Cristiani e di Centro | Fabio Broglia               |
| Genova             | Partito dei Comunisti Italiani               | Tirreno Bianchi             |
| Genova             | Federazione dei Verdi                        | Cristina Morelli            |
| Genova             | Italia dei Valori                            | Carmen Muratore             |
| Imperia            | Forza Italia                                 | Gabriele Saldo              |
| Imperia            | Uniti nell'Ulivo                             | Franco Bonello              |
| Imperia            | Alleanza Nazionale                           | Eugenio Minasso             |
| La Spezia          | Uniti nell'Ulivo                             | Renzo Guccinelli            |
| La Spezia          | Uniti nell'Ulivo                             | Moreno Veschi               |
| La Spezia          | Forza Italia                                 | Luigi Morgillo              |
| La Spezia          | Partito della Rifondazione Comunista         | Lorenzo Castè               |
| Savona             | Uniti nell'Ulivo                             | Antonino Miceli             |
| Savona             | Uniti nell'Ulivo                             | Carlo Ruggeri               |
| Savona             | Forza Italia                                 | Franco Orsi                 |
| Savona             | Per la Liguria                               | Osvaldo Chebello            |